# Liga Campionilor OFC
Liga Campionilor OFC este principala competiție inter-cluburi din Oceania (OFC). Actuala campioană este Auckland City FC care a învins în finală pe Pirae.
Câștigătorul turneului se califică pentru Cupa Intercontinentală FIFA . Câștigând Liga Campionilor OFC 2022 și Liga Campionilor OFC 2023, Auckland City și-a câștigat dreptul de a juca la Campionatul Mondial al Cluburilor FIFA 2025 din Statele Unite.

## Finale
| Sezon           | Câștigător                                                                        | Scor                                                                              |                                                                                   |
| --------------- | --------------------------------------------------------------------------------- | --------------------------------------------------------------------------------- | --------------------------------------------------------------------------------- |
| 2017 Detalii    | Auckland City FC Noua Zeelandă                                                    | 4 – 0                                                                             | Pirae Tahiti                                                                      |
| 2023 Detalii    | Auckland City FC Noua Zeelandă                                                    | 4 – 2†                                                                            | Suva FC Fiji                                                                      |
| 2022 Detalii    | Auckland City FC Noua Zeelandă                                                    | 3 – 0                                                                             | A.S. Vénus Tahiti                                                                 |
| 2021 Detalii    | Nicio competiție din cauza pandemiei de COVID-19 în Oceania; titlu neacordat      | Nicio competiție din cauza pandemiei de COVID-19 în Oceania; titlu neacordat      | Nicio competiție din cauza pandemiei de COVID-19 în Oceania; titlu neacordat      |
| 2020 Detalii    | Competiție abandonată din cauza pandemiei de COVID-19 în Oceania; titlu neacordat | Competiție abandonată din cauza pandemiei de COVID-19 în Oceania; titlu neacordat | Competiție abandonată din cauza pandemiei de COVID-19 în Oceania; titlu neacordat |
| 2019 Detalii    | Hienghène Sport Noua Caledonie                                                    | 1 – 0                                                                             | AS Magenta Noua Caledonie                                                         |
| 2018 Detalii    | Team Wellington FC Noua Zeelandă                                                  | 6 – 0 4 – 3                                                                       | Lautoka FC Fiji                                                                   |
| 2017 Detalii    | Auckland City FC Noua Zeelandă                                                    | 3 – 0 2 – 0                                                                       | Team Wellington FC Noua Zeelandă                                                  |
| 2016 Detalii    | Auckland City FC Noua Zeelandă                                                    | 3 – 0                                                                             | Team Wellington FC Noua Zeelandă                                                  |
| 2014–15 Detalii | Auckland City FC Noua Zeelandă                                                    | 1 – 1 (4-3)pen                                                                    | Team Wellington FC Noua Zeelandă                                                  |
| 2013-14 Detalii | Auckland City FC Noua Zeelandă                                                    | 1 – 1 2 – 1                                                                       | Amicale FC Vanuatu                                                                |
| 2012–13 Detalii | Auckland City FC Noua Zeelandă                                                    | 2 – 1                                                                             | Waitakere United Noua Zeelandă                                                    |
| 2011-12 Detalii | Auckland City FC Noua Zeelandă                                                    | 2 – 1 1 – 0                                                                       | Tefana Tahiti                                                                     |
| 2010–11 Detalii | Auckland City FC Noua Zeelandă                                                    | 2 – 1 4 – 0                                                                       | Amicale FC Vanuatu                                                                |
| 2009-10 Detalii | PRK Hekari United Papua Noua Guinee                                               | 4 – 2                                                                             | Waitakere United Noua Zeelandă                                                    |
| 2008-09 Detalii | Auckland City FC Noua Zeelandă                                                    | 9 - 4                                                                             | Koloale FC Honiara Insulele Solomon                                               |
| 2007-08 Detalii | Waitakere United Noua Zeelandă                                                    | 6 - 3                                                                             | Kossa FC Insulele Solomon                                                         |
| 2007 Detalii    | Waitakere United Noua Zeelandă                                                    | 2 - 2 a                                                                           | 4R Electrical Ba Fiji                                                             |

### Performanțe pe cluburi
| Club              | Titluri | Locul 2 | Total titluri                                                          | Total locul 2    |
| ----------------- | ------- | ------- | ---------------------------------------------------------------------- | ---------------- |
| Auckland City     | 12      | —       | 2006, 2009, 2011, 2012, 2013, 2014, 2015, 2016, 2017, 2022, 2023, 2024 | —                |
| Waitakere United  | 2       | 2       | 2007, 2008                                                             | 2010, 2013       |
| Team Wellington   | 1       | 3       | 2018                                                                   | 2015, 2016, 2017 |
| Adelaide City     | 1       | —       | 1987                                                                   | —                |
| South Melbourne   | 1       | —       | 1999                                                                   | —                |
| Wollongong Wolves | 1       | —       | 2001                                                                   | —                |
| Sydney FC         | 1       | —       | 2005                                                                   | —                |
| Hekari United     | 1       | —       | 2010                                                                   | —                |
| Hienghène Sport   | 1       | —       | 2019                                                                   | —                |

### Per națiune
| Națiune           | Titluri | Locul 2 | Cluburi câștigătoare                                                      | Cluburi pe locul 2                                              |
| ----------------- | ------- | ------- | ------------------------------------------------------------------------- | --------------------------------------------------------------- |
| Noua Zeelandă     | 15      | 6       | Auckland City (12) Waitakere United (2) Team Wellington (1)               | Waitakere United (2) Team Wellington (3) Uni-Mount Bohemian (1) |
| Australia         | 4       | 0       | Adelaide City (1) South Melbourne (1) Wollongong Wolves (1) Sydney FC (1) | N/A                                                             |
| Noua Caledonie    | 1       | 2       | Hienghène Sport (1)                                                       | AS Magenta (2)                                                  |
| Papua Noua Guinee | 1       | 0       | Hekari United (1)                                                         | N/A                                                             |

| Națiune           | Titluri | Locul 2 | Total |
| ----------------- | ------- | ------- | ----- |
| Noua Zeelandă     | 15      | 6       | 21    |
| Australia         | 4       | 0       | 4     |
| Noua Caledonie    | 1       | 2       | 3     |
| Papua Noua Guinee | 1       | 0       | 1     |
| Fiji              | 0       | 4       | 4     |
| Tahiti            | 0       | 4       | 4     |
| Vanuatu           | 0       | 3       | 3     |
| Insulele Solomon  | 0       | 2       | 2     |